# Sandra Busin
Sandra Busin (* 16. August 1967) ist eine Schweizer Tischtennis-Nationalspielerin. Sie nahm an mindestens einer Europa- und mindestens drei Weltmeisterschaften teil.

## Werdegang
Sandra Busin spielte vorwiegend beim Schweizer Verein Young Stars Zürich. Lediglich von 1996 bis 1998 trat sie in Deutschland für den TV Busenbach an, mit dessen Damenmannschaft sie in der Saison 1996/97 Meister der Regionalliga Süd wurde.
Bei den nationalen Schweizer Meisterschaften siegte sie 1997, 1998 und 1999 im Doppel mit Ilona Knecht. 1993, 1995 und 1997 nahm sie an den Weltmeisterschaften teil, ebenso 1996 an der Europameisterschaft. Dabei kam sie aber nie in die Nähe von Medaillenrängen.